# Джорж Едвард Добсон
Джорж Е́двард До́бсон (англ. George Edward Dobson; 4 вересня 1848, Еджворстаун, Лонгфорд, Ірландія — 26 листопада 1895) — ірландський зоолог, фотограф.

## Біографія
Будучи військовим хірургом, Добсон з 1868 служив у Індії, а з 1872 — на Андаманських островах. Вийшов на пенсію в 1888 році в званні майор-хірурга. Як експерт з рукокрилих і комахоїдних публікував статті й доповіді, в тому числі дві статті про андаманців у 1875 і 1877 в журналі Королівського антропологічного інституту; в 1876 опублікував монографію про азійських кажанів, а також — збірку медичних порад для мандрівників. Із самого початку був любителем фотографії: фотографував у тому числі місцевих жителів. У 1878 році його призначено куратором музею англ. Royal Victoria Hospital.

## Праці
- A monograph of the Insectivora, systematic and anatomical  (1882)
- On the digastric muscle, its modifications and functions (1879)

## Описані таксони
- Підряд Megachiroptera (Dobson, 1875)
- Підряд Microchiroptera (Dobson, 1875)
- Родина Miniopteridae (Dobson, 1875)
- Rhinolophus yunanensis (Dobson, 1872)  — вид кажанів

## Роди та види, названі ім'ям вченого
Джорж Едвард Добсон описав велику кількість кажанів. Його ім'я носять наступні такосни:
- Dobsonia — рід Кажанів
- Microgale dobsoni — землерийка-тенрек Добсона
- Epomops dobsonii — фруктовий кажан Добсона